# Магнетизъм
Магнетизмът е раздел от физиката, който изучава магнитните явления. В съвременната си интерпретация обаче той е неразривна част от електромагнетизма.

## История
Магнетизмът като природен феномен бил познат на хората още от древността. В Антична Тесалия са открити камъни със свойството да привличат желязо, наричани магнити. Според една легенда думата магнит идва от името на овчар на име Магнес, чиито обувки били заковани с железни пирони и залепнали за магнитен камък. Това най-вероятно се е случило в областта Тесалия, където има област Магнезия, наречена по името на древните магнезийци.
През 1269 г. французинът Пиер де Марикурт открива магнитните силови линии като използва естествен магнит и метална игла. Проследявайки посоката на магнитните силови линии около сферичен магнит той установява, че всички магнитни линии преминават през две диаметрално противоположни точки на магнита, които той нарича полюси. Впоследствие се установява, че всеки магнит независимо от формата си притежава два такива полюса – наречени Север – Юг (N-S). Магнитните полюси упражняват сила един спрямо друг по същия начин както електрическите заряди.
През 1600 г. Уилям Гилбърт извършва експерименти с различни материали. Основавайки се на факта, че магнитната стрелка на компаса се отклонява винаги в посока север – юг, той изказва хипотезата че земята е един голям магнит. През 1750 г. Джон Митчъл установява, че силата на магнитното привличане / отблъскване е обратно пропорционална на разстоянието между полюсите.
Въпреки че магнитните полюси много наподобяват електрическите заряди, между тях има една голяма разлика: в природата съществуват електрически заряди, но не съществуват магнитни заряди. Магнитните полюси могат да бъдат открити винаги само по двойки. Всички опити за откриване на изолирани магнитни заряди се провалят.
Връзката между електричеството и магнетизма била установена чак през 1819 г., когато датският учен Ханс Оерстед открива как постоянен електрически ток отклонява стрелката на стоящ в съседство компас. Малко по-късно Андре Ампер установява математическата формула за връзката между силата на взаимодействие и силата на електрическия ток през проводник. През 1820 г. Фарадей и независимо от него Джоузеф Хенри демонстрират нови резултати за взаимовръзката между електричеството и магнетизма. Те показват, че електрически ток може да бъде създаден чрез движение на магнит в близост до електрически контур. Експериментите показват, че промяната на магнитното поле създава електрическо поле.
Години по-късно теоретичните разработки на Джеймс Клерк Максуел показват, че промяната на електрическото поле създава магнитно поле.

## Магнетизъм и температура
Ниските температури имат силно въздействие върху магнитните свойства на различни вещества.

### Кислород
Кислородът, за който отдавна е известно, че е слабо магнитен в газообразното си състояние, в течно състояние е силно привлечен от магнит. Същото важи, макар и в по-малка степен, за течния въздух, поради количеството течен кислород, което съдържа.

### Въглеродна стомана
Магнит от обикновена въглеродна стомана има магнитен момент, временно увеличен чрез охлаждане, т.е. след като е бил доведен до постоянно магнитно състояние. Ефектът от първото потапяне на такъв магнит в течен въздух е голямо съкращаване на магнитния му момент, който намалява още повече, когато се загрее до нормална температура. Второто охлаждане увеличава магнитния момент, който отново се намалява чрез затопляне, и след няколко повторения на този цикъл на охлаждане и нагряване, стоманата се поставя в състояние, при което магнитният ѝ момент при същата температура като тази на течния въздух, е по-голям с константен процент от магнитния ѝ момент при обикновената температура на въздуха. Нарастването на магнитния момент достига, тъй като при по-нататъшно охлаждане на температурата на течния водород почти не се наблюдава допълнително увеличение. Процентът се различава от състава на стоманата и нейното физическо състояние. Например, той е по-голям при образец, закален много меко, отколкото при друг образец от същата стомана, закален твърдо.

### Легирани стомани
Алуминиевите стомани проявяват същите явления като въглеродните, а същото може да се каже и за хромирани стомани в постоянно състояние, макар че ефектът от първото охлаждане при тях е леко увеличаване на магнитния момент. Никеловите стомани претърпяват някои любопитни явления. Когато съдържат малък процент никел (напр. 084 или 3 – 82[ неясно? ]), при промени на температурата те се държат подобно на въглеродната стомана. С проба, съдържаща 7,65% никел, явленията след достигане на постоянното състояние са сходни, но първото охлаждане води до слабо увеличение на магнитния момент. Но стоманите, съдържащи 18 – 64 и 29% никел, се държат по много по-различен начин. Резултатът от първото охлаждане е намаляване на магнитния момент до около 50%. Затоплянето отново води до увеличаване и крайното състояние е, че при барометричното налягане на течния въздух магнитният момент винаги е по-малък, отколкото при нормалните температури. Тази аномалия е още по-забележителна с това, че поведението на чистия никел е нормално, както се наблюдава и при мекото и твърдото желязо. Стоманите от силиций, волфрам и манган също се държат нормално, въпреки че съществуват значителни разлики във величините, които показват.

### Желязо
Ниските температури влияят и на магнитната проницаемост на желязото, т.е. на степента на намагнитване, която то е в състояние да придобие под въздействието на определена магнитна сила. С фино шведско желязо, внимателно закалено, проницаемостта е слаба. Твърдото желязо обаче, при същите обстоятелства претърпява голямо увеличение на магнитната проницаемоот.